# KLM

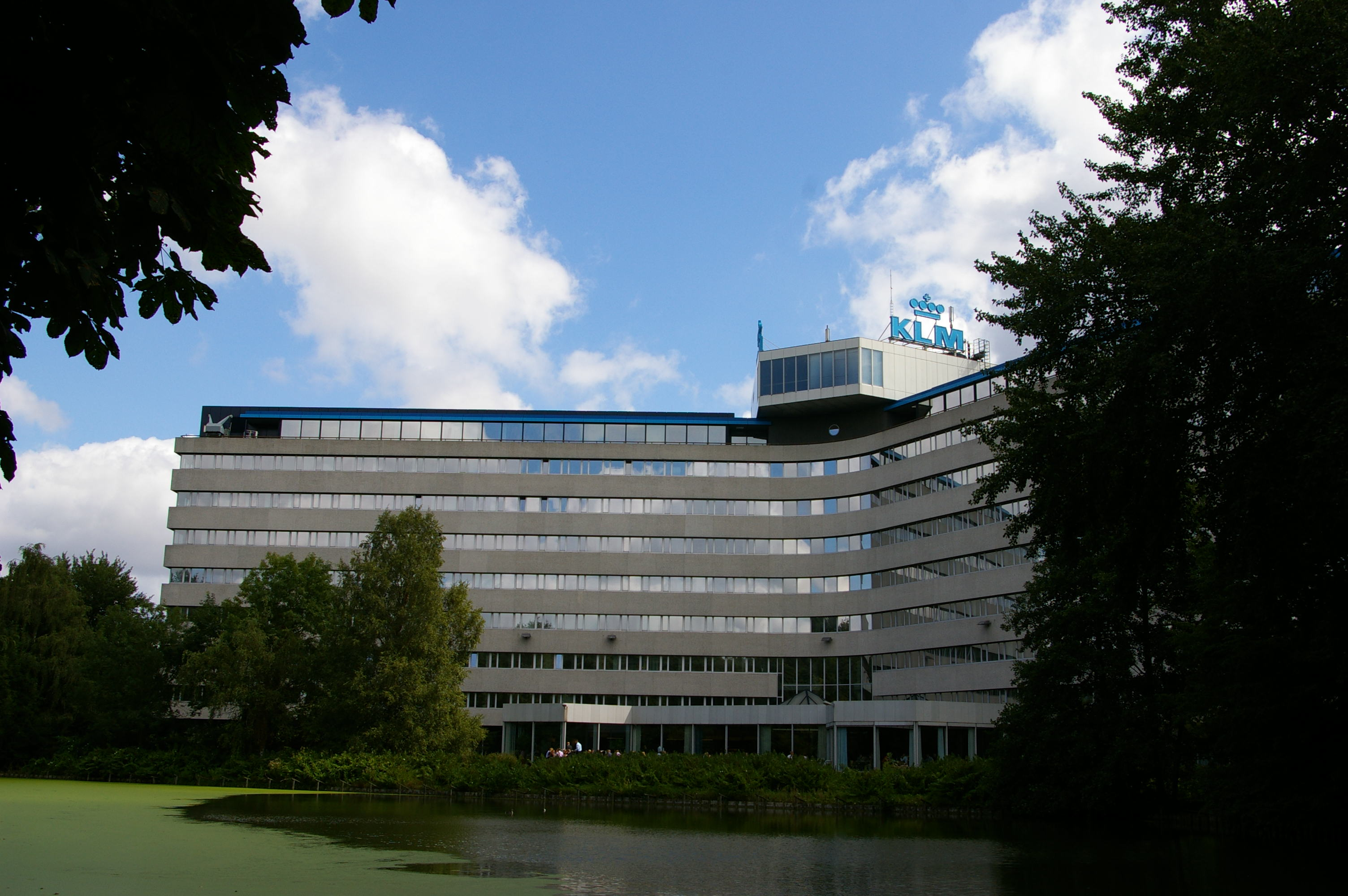
A sede da KLM

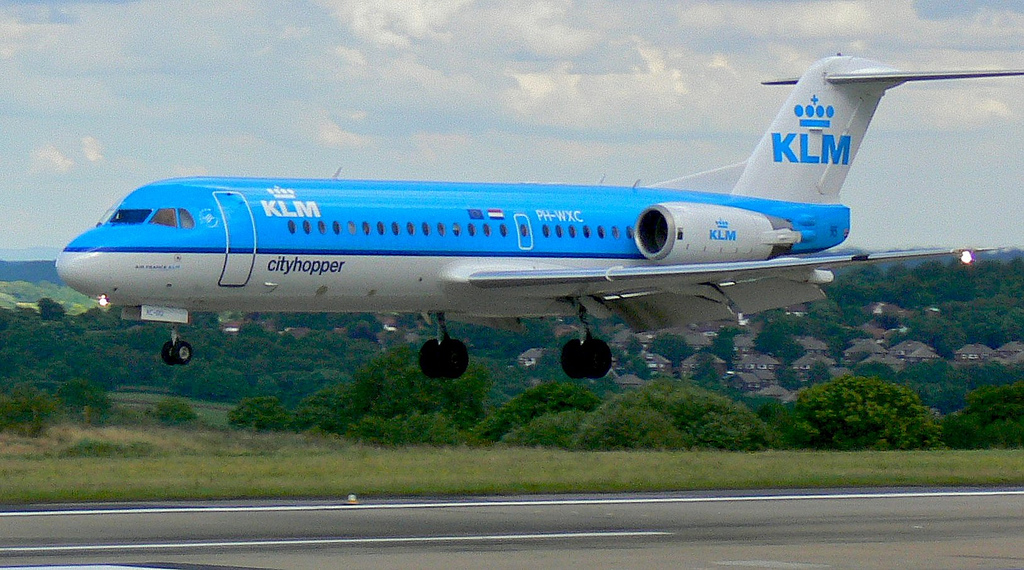
KLM Fokker 70, Aeroporto Internacional de Leeds Bradford.

KLM (acrônimo de Koninklijke Luchtvaart Maatschappij, em inglês Royal Dutch Airlines), é uma empresa aérea dos Países Baixos com sede na cidade de Amstelveen. 
Fundada nos primórdios da aviação, no ano de 1919, a KLM é a mais antiga companhia aérea comercial ainda em atividade nos dias de hoje. É membro da aliança aérea SkyTeam Alliance.

## História
A companhia de aviação KLM foi fundada a 7 de outubro de 1919 com a designação de 'Koninklijke Luchtvaart Maatschappij, pelo aviador Albert Plesman, tendo mantido sempre a mesma designação até à atualidade, o que faz com que seja a empresa mais antiga do ramo. A companhia tem o epíteto de Koninklijke ("real") concedido pela rainha Guilhermina dos Países Baixos no ano da fundação.
Em 17 de maio de 1920 a KLM realizou seu primeiro voo comercial passageiros, o qual consistiu na ligação entre Amesterdã, nos Países Baixos, e Londres, na Inglaterra. Para este voo a empresa optou por uma aeronave De Havilland DH-16. Ao longo de seu primeiro ano de operações a companhia holandesa transportou 345 passageiros e 25 toneladas de carga.
Em 1934, a KLM efetuou o seu primeiro voo transatlântico entre Amsterdã e Curaçao, nas Reino dos Países Baixos, no Caribe. Entretanto, a primeira rota intercontinental fixa da companhia teve por destino as Índias Orientais Holandesas, que a aconteceu a 1 de outubro de 1924. Cinco anos mais tarde, a KLM passou a ter voos regulares para o Extremo Oriente, naquela que era a mais extensa rota regular do mundo. Contudo, foi interrompida devido ao início da Segunda Guerra Mundial, em 1939.
Depois do conflito mundial, o Aeroporto de Schiphol, em Amesterdã, onde estava sediada a KLM teve de ser totalmente reconstruído após o final da guerra, em 1945. O responsável pela reconstrução das instalações foi o fundador da KLM, Albert Plesman.
As ligações ao Extremo Oriente recomeçaram no Outono de 1945 e em maio de 1946 a KLM foi a primeira companhia aérea europeia a retomar as rotas para os Estados Unidos.
Em outubro de 1961 a KLM entrou na era dos aviões a jato, passando a contar com aparelhos Douglas DC-8. A companhia entretanto foi crescendo com a aquisição de companhias regionais neerlandesas.
Em 1991 passou a oferecer aos seus clientes o programa passageiro-frequente, o primeiro do género na Europa. Dois anos depois e pela primeira vez no seu historial a KLM transportou mais de um milhão de passageiros num único ano.
Em dezembro de 1999 foi a primeira companhia do mundo a receber uma certificação de qualidade ISO 14001 pelo seu sistema de protecção ambiental. No final do século XX, tinha uma frota de quase cento e vinte aviões e com os seus parceiros comerciais fazia ligações a mais de quinhentas cidades.
Em 2014, a KLM retirou de serviço a última aeronave do tipo MD-11 que ainda efetuava atividade de passageiros.

## Desastre aéreo de Tenerife
No dia 27 de março de 1977, o voo 4805, operado por um Boeing 747, se chocou com outro avião, do mesmo modelo, da PanAm, no Aeroporto de Tenerife Los Rodeos, devido a uma série de fatores, resultando em 583 mortes, além de 61 pessoas feridas. O desastre foi considerado o maior da história dos Países Baixos e da Espanha, assim como foi o pior acidente aéreo da história mundial.

## Presença no Brasil e em Portugal
Para o Brasil, a KLM opera um voo diário a partir de Amsterdã (forma usada no Brasil), ou Amesterdão (forma usada em Portugal), para São Paulo e também um voo diário para o Rio de Janeiro. Outras cidades brasileiras são servidas através de acordos (acordo code-share) com a Gol Transportes Aéreos. A empresa já demonstrou interesse em também operar voos para Fortaleza, no Ceará e para Recife, em Pernambuco. Entre o Aeroporto Internacional de São Paulo e os Países Baixos, a KLM opera com o Boeing 777-300ER três vezes por semana e nas quatro vezes restantes, utiliza o Boeing 777-200ER.
Para Portugal, a KLM opera dois voos diários a partir de Amsterdão para Lisboa no inverno e três voos diários no verão; e também opera voos para o Porto com três frequências semanais.

## Frota

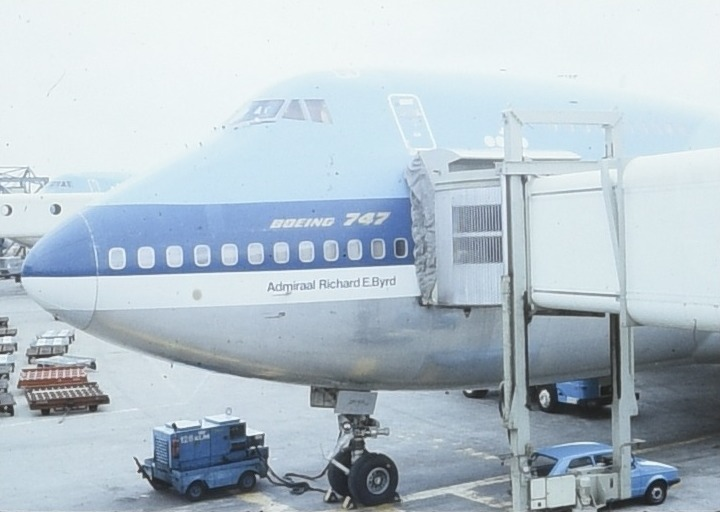
Boeing 747-200 em 1985 em Amesterdã/Amesterdão

| Aeronave         | Quantidade | Pedidos | Notas                                             |
| ---------------- | ---------- | ------- | ------------------------------------------------- |
| Airbus A330-200  | 6          | -       | Serão retirados até 2025. Substituídos pelos 787s |
| Airbus A330-300  | 5          | -       | Serão retirados até 2025. Substituídos pelos 787s |
| Boeing 737-700   | 6          | -       |                                                   |
| Boeing 737-800   | 31         | -       |                                                   |
| Boeing 737-900   | 5          | -       |                                                   |
| Boeing 777-200ER | 15         | -       |                                                   |
| Boeing 777-300ER | 16         | -       |                                                   |
| Boeing 787-9     | 13         | -       |                                                   |
| Boeing 787-10    | 11         | -       |                                                   |
| Embraer E175     | 17         | -       |                                                   |
| Embraer E190     | 28         | -       |                                                   |
| Embraer E195-E2  | 22         | -       |                                                   |
| Total            | 175        |         |                                                   |

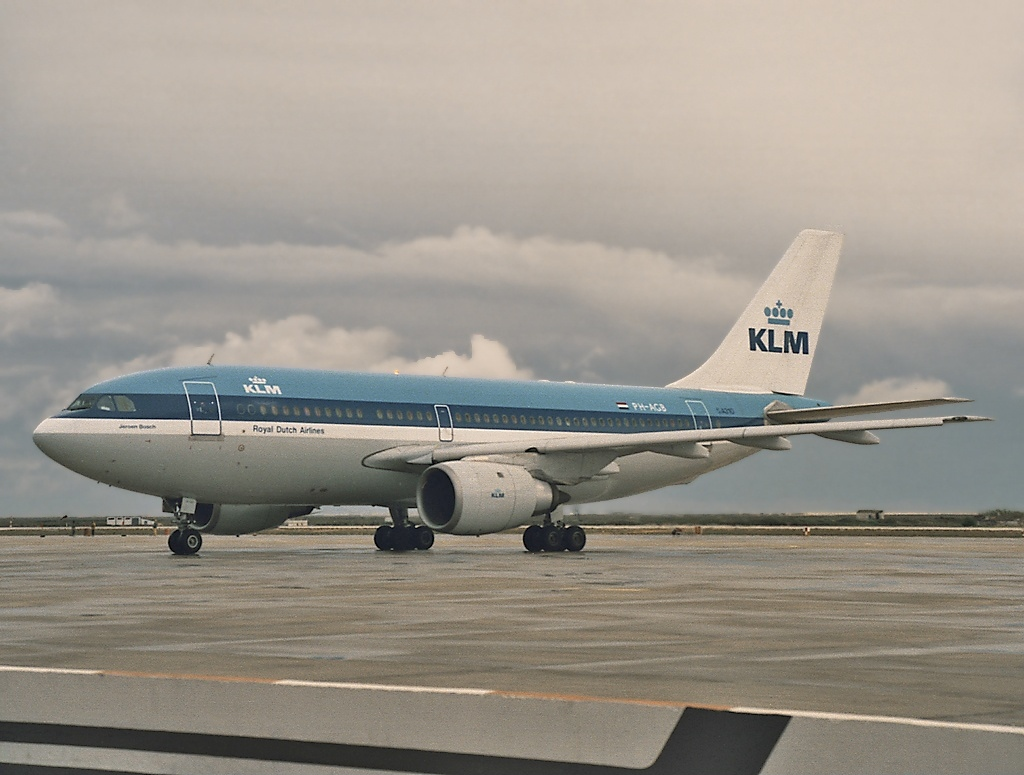
Antigo Airbus A310-200 da KLM
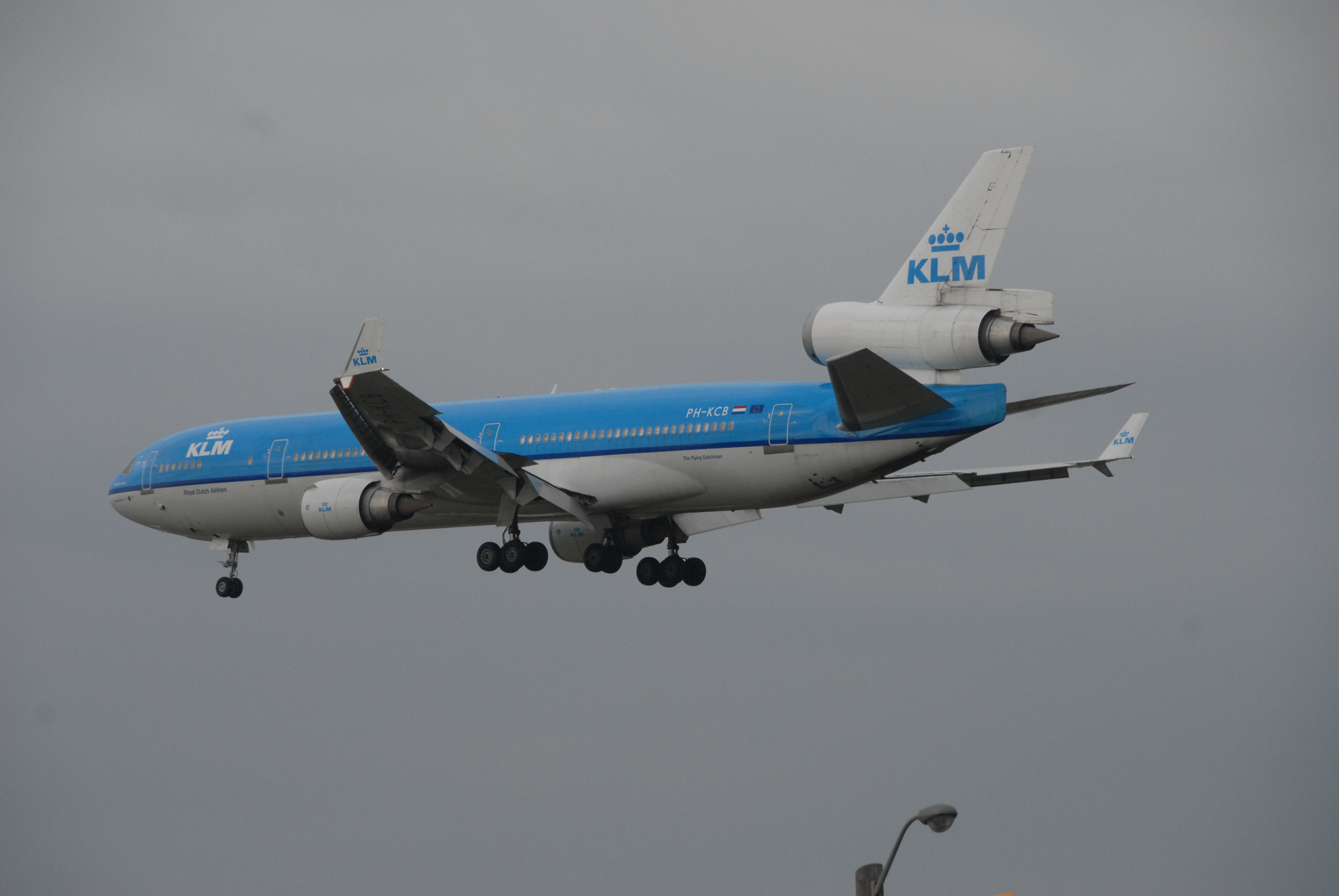
Último MD-11 ao serviço em 2014 de matrícula PH-KCB
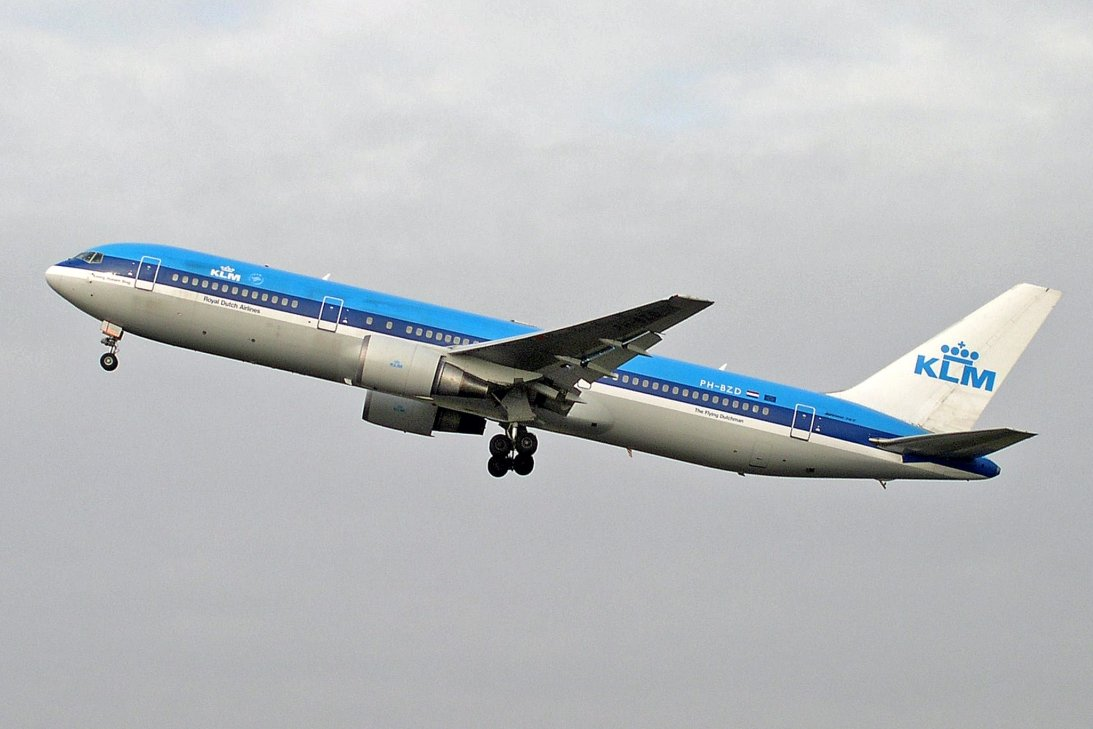
Antigo Boeing 767-300ER (PH-BZD)
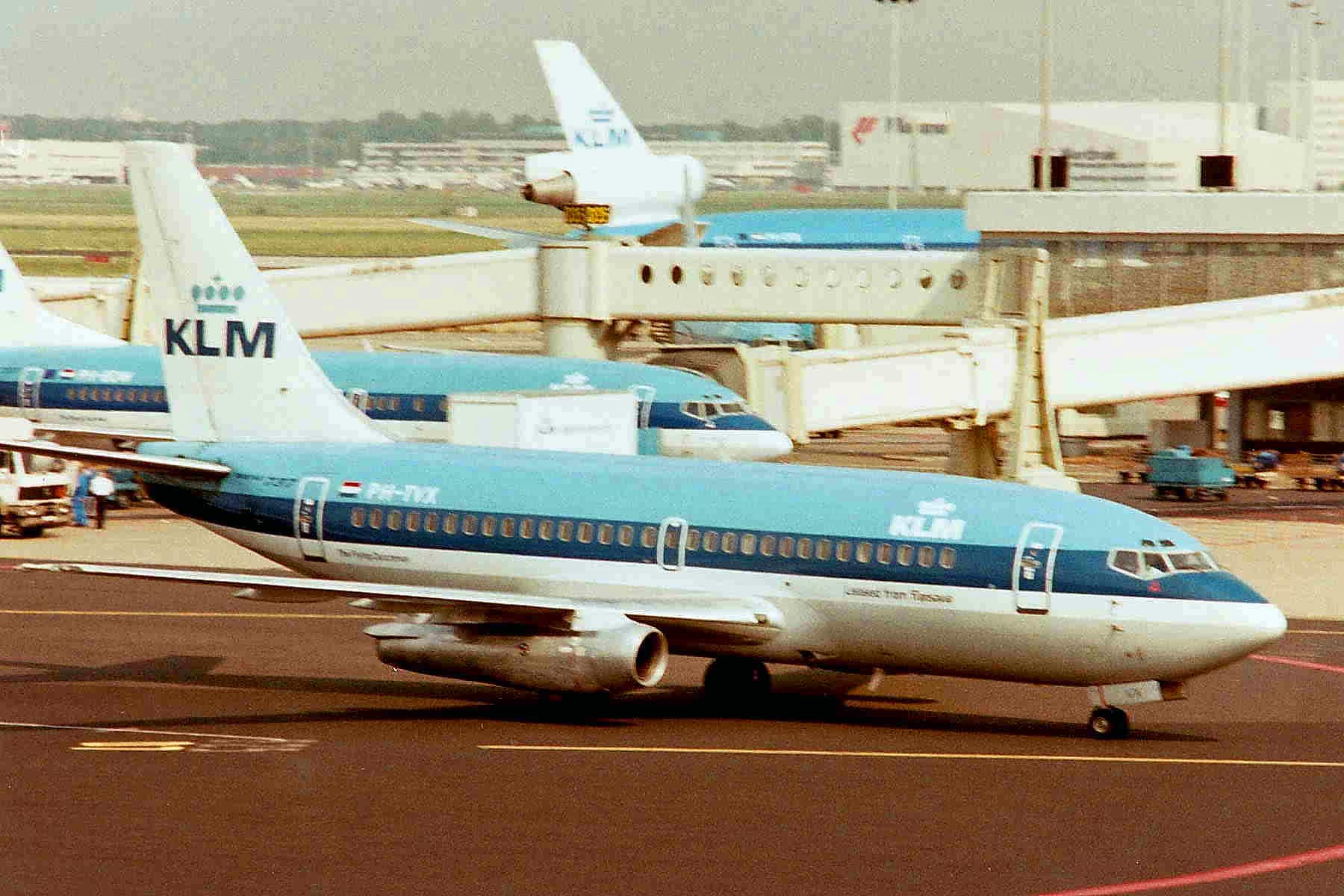
Antigo Boeing 737-200 em julho de 1992

## Prêmio Avion Award
A KLM venceu o conceituado “Avion Award”, concedido pela World Airline Entertainment Association (WAEA), pelo design das novas telas individuais de vídeo e da navegação dos programas, jogos e filmes contidos nela. Esses monitores foram instalados em todas as poltronas dos B777 e dos A330 da companhia. Um júri internacional formado por representantes das indústrias de impressos, música, TV e cinema levou em conta a originalidade, a praticidade, o conteúdo e o equilíbrio entre os diversos itens da tela individual oferecida pela KLM.